# Морфо аматонте
Морфо аматонте (лат. Morpho amathonte) — бабочка из семейства Nymphalidae, относящаяся к подсемейству Морфид. Отдельные авторы рассматривают её как подвид Morpho menelaus.

## Описание

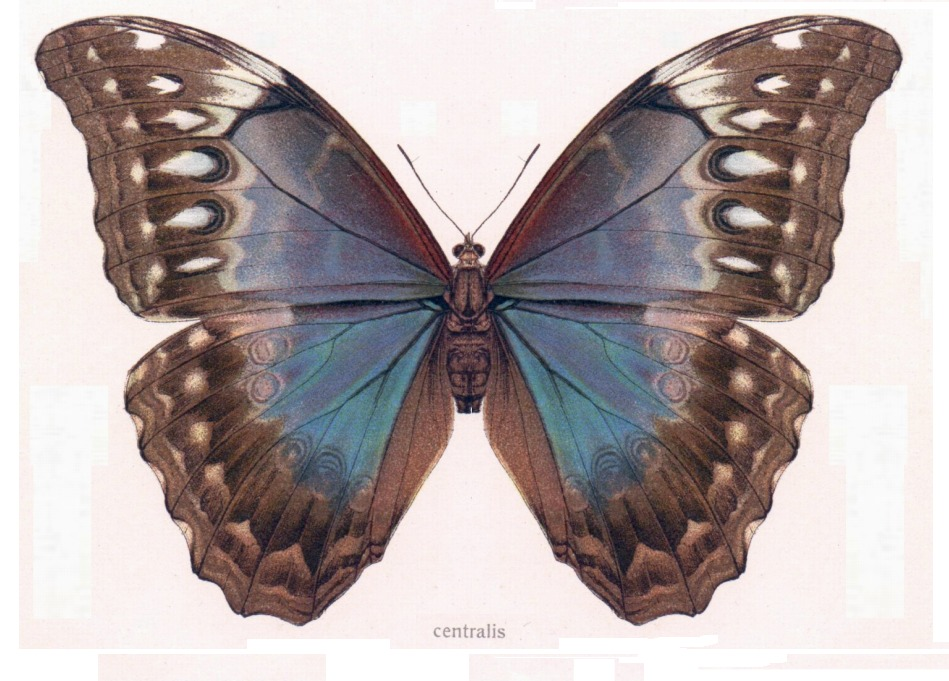
Самка Morpho amathonte

Размах крыльев 100—150 мм. Окраска самца ярко-синяя, иногда голубоватая. У самки — с широкой серо-бурой каймой, украшенной мелкими белыми пятнами, проходящей по наружному краю обоих крыльев. От близкородственных видов отличается более крупным тёмным пятном на верхушке передних крыльев. Нижняя сторона крыльев коричневых тонов, становящихся светлее к краям, с пестрыми светлыми пятнами и на каждом крыле отчетливо видно по 3—4 глазка.

## Ареал
Панама, Коста-Рика, Венесуэла, Колумбия, Эквадор.

## Кормовое растение гусениц
Inga marginata (Mimosaceae)